# Northampton Transit Company
Die Northampton Transit Company war ein Überlandstraßenbahnbetrieb im Northampton County im US-Bundesstaat Pennsylvania. Das insgesamt 33 Kilometer lange Netz verband die Orte Easton, Nazareth und Bangor.
Zunächst baute die 1900 gegründete Easton and Nazareth Street Railway Company eine Strecke zwischen ihren namensgebenden Orten, die am 18. Mai 1902 eröffnet wurde. Die Easton, Tatamy and Bangor Street Railway Company wurde von den gleichen Unternehmern gegründet und baute von Bangor aus südwärts eine Straßenbahnstrecke, die in Tatamy Junction an die Strecke Easton–Nazareth anschloss. Diese Bahn ging am 28. Mai 1903 in Betrieb. Bereits vorher, am 13. Oktober 1902, fusionierten die beiden Bahngesellschaften zur Northampton Traction Company (NTC). Das Netz war in Normalspur gebaut und wurde mit 550 Volt Gleichstrom betrieben. Depot und Werkstatt der Bahn befanden sich in Palmer Township. Bei Easton wurde ein Vergnügungspark gebaut, der weitere Fahrgäste anziehen sollte.
Die Bahngesellschaft betrieb folgende Linien:
- Easton–Tatamy Junction–Nazareth (15,5 km, alle 30 Minuten)
- Easton–Tatamy Junction–Belfast Junction–Ackermanville–Bangor (28 km, alle 60 Minuten)
- Nazareth–Tatamy Junction–Belfast Junction (9 km, alle 60 Minuten)

Die Strecke hatte in Easton und Nazareth Anschluss an die Straßenbahn Easton, in Nazareth und Bangor an die Straßenbahn Nazareth–Bangor, in Nazareth außerdem an die Straßenbahn Nazareth–Bath und an die Lehigh Valley Transit Company. Am 29. Oktober 1910 kaufte die NTC die 1906 eröffnete Straßenbahn Phillipsburg–Port Murray in New Jersey, die keine Verbindung zu den übrigen NTC-Strecken hatte, jedoch in Phillipsburg ebenfalls eine Umsteigemöglichkeit zum Netz der Lehigh Valley Transit Company besaß. In Bangor schloss auch die Straßenbahn Bangor–Portland an, die 1916 durch die NTC gekauft wurde. Ein durchlaufender Betrieb kam jedoch nicht zustande. 1919 ging die NTC in Konkurs und wurde im Januar 1922 als Northampton Transit Company neu aufgestellt. Um Kosten zu sparen, wurden in der Folge wie bei vielen Betrieben in dieser Zeit leichtere Straßenbahnwagen gekauft. Außerdem verkaufte sie 1923 die Straßenbahn Phillipsburg–Port Murray wieder, die 1925 stillgelegt wurde. Dennoch kam aufgrund der Weltwirtschaftskrise das Aus für die Bahn. Zunächst wurde am 15. Februar 1931 der Abschnitt Belfast Junction–Bangor stillgelegt. Auf dem übrigen Netz fuhren die Straßenbahnen noch bis zum 28. Februar 1933.